# Gran Premio motociclistico d'Olanda 1979
Il Gran Premio motociclistico d'Olanda fu il settimo appuntamento del motomondiale 1979.
Si svolse sabato 23 giugno 1979 sul circuito di Assen alla presenza di 210.000 spettatori, e corsero tutte le classi tranne i sidecar "moderni" (B2B).

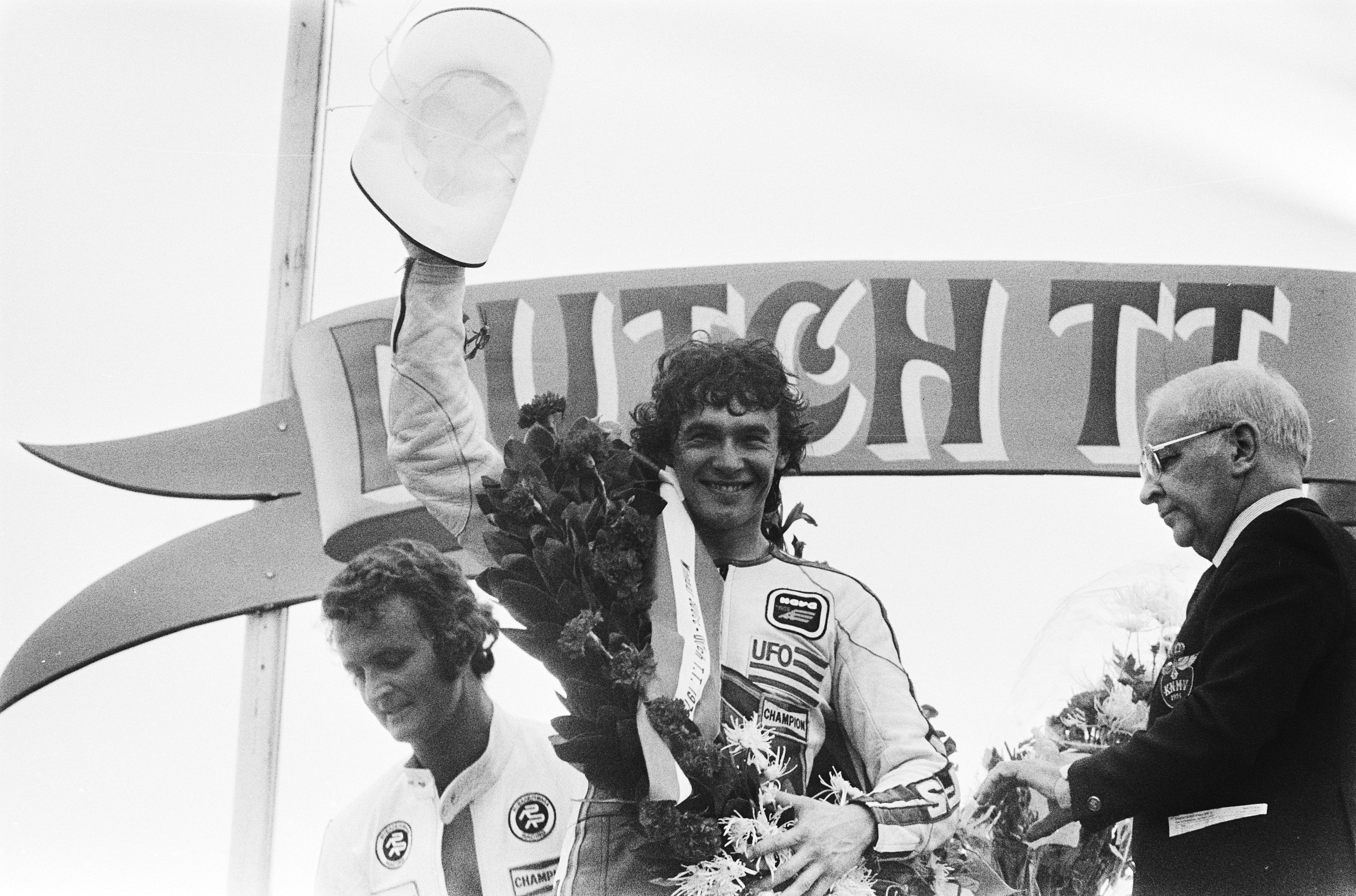
La premiazione di Virginio Ferrari

In 500 Barry Sheene e Virginio Ferrari ingaggiarono una lotta fatta di sorpassi a ripetizione che si concluse con la vittoria dell'italiano. Ferrari ritornò in testa alla classifica iridata con sei punti di vantaggio su Kenny Roberts, ottavo al traguardo a causa di problemi meccanici. La gara, fatto poco usuale per l'epoca, fu trasmessa in televisione dalla Rai, la quale aveva accettato l'offerta (gratuita) dell'Eurovisione da parte della televisione olandese.
In 350 Kork Ballington si ritirò dopo un giro con il motore rotto, lasciando spazio al compagno di Marca Gregg Hansford.
Nella 250 Graziano Rossi ottenne la seconda vittoria stagionale davanti alle due Kawasaki ufficiali.
Vittoria di misura di Ángel Nieto su Ricardo Tormo in 125.
Quarta vittoria stagionale in 50 per Eugenio Lazzarini, in una gara a lungo dominata da Tormo, ritiratosi con il motore rotto.
Nei sidecar B2A vittoria di Rolf Biland.

## Classe 500
30 piloti alla partenza, 17 al traguardo.

### Arrivati al traguardo
| Pos | Pilota           | Moto       | Tempo     | Punti |
| --- | ---------------- | ---------- | --------- | ----- |
| 1   | Virginio Ferrari | Suzuki     | 47' 07" 3 | 15    |
| 2   | Barry Sheene     | Suzuki     | +0" 1     | 12    |
| 3   | Wil Hartog       | Suzuki     | +21" 4    | 10    |
| 4   | Boet van Dulmen  | Suzuki     | +27" 2    | 8     |
| 5   | Philippe Coulon  | Suzuki     | +39" 0    | 6     |
| 6   | Franco Uncini    | Suzuki     |           | 5     |
| 7   | Jack Middelburg  | Suzuki     |           | 4     |
| 8   | Kenny Roberts    | Yamaha     |           | 3     |
| 9   | Christian Sarron | Yamaha     |           | 2     |
| 10  | Steve Parrish    | Suzuki     |           | 1     |
| 11  | Gianni Rolando   | Suzuki     |           |       |
| 12  | Graziano Rossi   | Morbidelli |           |       |
| 13  | Randy Mamola     | Suzuki     |           |       |
| 14  | Ikujiro Takai    | Yamaha     | +1 giro   |       |
| 15  | Dennis Ireland   | Suzuki     | +1 giro   |       |
| 16  | Dick Alblas      | Suzuki     | +1 giro   |       |
| 17  | Gerhard Vogt     | Suzuki     | +1 giro   |       |

### Ritirati
| Pilota            | Moto   | Motivo ritiro      |
| ----------------- | ------ | ------------------ |
| Seppo Rossi       | Suzuki | problemi al motore |
| Johnny Cecotto    | Yamaha |                    |
| Henk de Vries     | Suzuki | problemi al motore |
| Bernard Fau       | Suzuki | problemi al motore |
| Marco Lucchinelli | Suzuki | problemi al motore |
| Jürgen Steiner    | Suzuki | incidente          |
| Max Wiener        | Suzuki | incidente          |
| Børge Nielsen     | Suzuki | incidente          |
| Michel Rougerie   | Suzuki | problemi al motore |
| Alex George       | Suzuki | problemi al motore |
| Piet van der Wal  | Yamaha | problemi al motore |
| Peter Sjöström    | Suzuki | problemi al motore |
| Willem Zoet       | Suzuki | problemi al motore |

### Non qualificati
| Pilota        | Moto   |
| ------------- | ------ |
| Gustav Reiner | Suzuki |
| Dave Potter   | Suzuki |

## Classe 350

### Arrivati al traguardo
| Pos | Pilota             | Moto     | Tempo     | Punti |
| --- | ------------------ | -------- | --------- | ----- |
| 1   | Gregg Hansford     | Kawasaki | 48' 41" 0 | 15    |
| 2   | Patrick Fernandez  | Yamaha   | +20" 2    | 12    |
| 3   | Walter Villa       | Yamaha   | +22" 6    | 10    |
| 4   | Anton Mang         | Kawasaki | +25" 9    | 8     |
| 5   | Michel Frutschi    | Yamaha   | +26" 2    | 6     |
| 6   | Graeme McGregor    | Yamaha   | +50" 0    | 5     |
| 7   | Jeffrey Sayle      | Yamaha   |           | 4     |
| 8   | Pentti Korhonen    | Yamaha   |           | 3     |
| 9   | Olivier Chevallier | Yamaha   |           | 2     |
| 10  | Gianfranco Bonera  | Yamaha   |           | 1     |
| 11  | Didier de Radiguès | Yamaha   |           |       |
| 12  | Klaas Hernamdt     | Yamaha   |           |       |
| 13  | Etienne Geeraerdt  | Yamaha   | +1 giro   |       |

### Ritirati
| Pilota          | Moto          | Motivo ritiro      |
| --------------- | ------------- | ------------------ |
| Víctor Palomo   | Yamaha        |                    |
| Barry Ditchburn | Kawasaki      |                    |
| Sadao Asami     | Yamaha        |                    |
| Bert Struyk     | Yamaha        |                    |
| Mar Schouten    | Yamaha        |                    |
| Roland Freymond | Yamaha        |                    |
| Willem Zoet     | Yamaha        |                    |
| Pekka Nurmi     | Yamaha        |                    |
| Kork Ballington | Kawasaki      | rottura del motore |
| Éric Saul       | Yamaha        |                    |
| Vic Soussan     | Yamaha        |                    |
| Patrick Pons    | Yamaha        |                    |
| Richard Hubin   | Yamaha        |                    |
| Alan North      | Yamaha        |                    |
| Michel Rougerie | Bimota-Yamaha |                    |
| Eero Hyvärinen  | Yamaha        |                    |
| Chas Mortimer   | Yamaha        |                    |

### Non qualificati
| Pilota           | Moto   |
| ---------------- | ------ |
| Kenny Blake      | Yamaha |
| Murray Sayle     | Yamaha |
| Carlos Lavado    | Yamaha |
| Piet van der Wal | Yamaha |
| Walter Hoffmann  | Yamaha |
| Paolo Pileri     | RTM    |

## Classe 250
30 piloti alla partenza, 21 al traguardo.

### Arrivati al traguardo
| Pos | Pilota              | Moto       | Tempo     | Punti |
| --- | ------------------- | ---------- | --------- | ----- |
| 1   | Graziano Rossi      | Morbidelli | 46' 12" 2 | 15    |
| 2   | Gregg Hansford      | Kawasaki   | +7" 0     | 12    |
| 3   | Kork Ballington     | Kawasaki   | +7" 1     | 10    |
| 4   | Anton Mang          | Kawasaki   | +52" 1    | 8     |
| 5   | Jean-François Baldé | Kawasaki   | +1' 06" 8 | 6     |
| 6   | Patrick Fernandez   | Yamaha     | +1' 12" 8 | 5     |
| 7   | Randy Mamola        | Yamaha     |           | 4     |
| 8   | Roland Freymond     | Yamaha     |           | 3     |
| 9   | Walter Villa        | Yamaha     |           | 2     |
| 10  | Vic Soussan         | Yamaha     |           | 1     |
| 11  | Edi Stöllinger      | Kawasaki   |           |       |
| 12  | Éric Saul           | Adriatica  |           |       |
| 13  | Hans Müller         | Yamaha     |           |       |
| 14  | Richard Hubin       | Yamaha     |           |       |
| 15  | Jeffrey Sayle       | Yamaha     |           |       |
| 16  | Víctor Palomo       | Yamaha     |           |       |
| 17  | Chas Mortimer       | Yamaha     |           |       |
| 18  | Klaas Hernamdt      | Yamaha     |           |       |
| 19  | Rini van Kasteren   | Yamaha     |           |       |
| 20  | Frank Steinhausen   | Yamaha     |           |       |
| 21  | Juup Bosman         | Yamaha     |           |       |

### Ritirati
| Pilota               | Moto   | Motivo ritiro |
| -------------------- | ------ | ------------- |
| Paolo Pileri         | Yamaha |               |
| Alan North           | Yamaha |               |
| Sadao Asami          | Yamaha |               |
| Bert Struyk          | Yamaha |               |
| Willem-Jan Nooteboom | Yamaha |               |
| Olivier Chevallier   | Yamaha |               |
| Pentti Korhonen      | Yamaha |               |
| Pekka Nurmi          | Yamaha |               |
| Reinhold Roth        | Yamaha |               |

### Non partiti
| Pilota          | Moto     |
| --------------- | -------- |
| Harald Bartol   | Yamaha   |
| Barry Ditchburn | Kawasaki |

### Non qualificato
| Pilota           | Moto   |
| ---------------- | ------ |
| Olivier Liégeois | Yamaha |

## Classe 125
30 piloti alla partenza, 14 al traguardo.

### Arrivati al traguardo
| Pos | Pilota                 | Moto          | Tempo     | Punti |
| --- | ---------------------- | ------------- | --------- | ----- |
| 1   | Ángel Nieto            | Minarelli     | 45' 47" 8 | 15    |
| 2   | Ricardo Tormo          | Bultaco       | +2" 5     | 12    |
| 3   | Maurizio Massimiani    | MBA           | +19" 4    | 10    |
| 4   | Gert Bender            | GB Bender     | +24" 8    | 8     |
| 5   | Bruno Kneubühler       | MBA           | +33" 4    | 6     |
| 6   | Stefan Dörflinger      | Morbidelli    |           | 5     |
| 7   | Jean-Louis Guignabodet | Morbidelli MG |           | 4     |
| 8   | Walter Koschine        | Delta Fantic  |           | 3     |
| 9   | Henk van Kessel        | AGV-Condor    |           | 2     |
| 10  | Clive Horton           | Morbidelli    |           | 1     |
| 11  | Martin van Soest       | Morbidelli    |           |       |
| 12  | Jean-François Lecureux | Morbidelli    |           |       |
| 13  | Pier Paolo Bianchi     | Minarelli     |           |       |
| 14  | Peter van Niel         | Morbidelli    |           |       |

### Ritirati
| Pilota              | Moto       | Motivo ritiro |
| ------------------- | ---------- | ------------- |
| Anton Straver       | Morbidelli |               |
| Thierry Espié       | Motobécane |               |
| Kees van de Ven     | MBA        |               |
| Eugenio Lazzarini   | Morbidelli |               |
| Theo Timmer         | Morbidelli |               |
| Juup Bosman         | Morbidelli |               |
| Hans Müller         | MBA        |               |
| Cees van Dongen     | Morbidelli |               |
| Peter Looijesteijn  | MBA        |               |
| Harald Bartol       | Morbidelli |               |
| Theo van Geffen     | Morbidelli |               |
| August Auinger      | Morbidelli |               |
| Rolf Blatter        | Morbidelli |               |
| Matti Kinnunen      | MBA        |               |
| Patrick Plisson     | Morbidelli |               |
| Per-Edvard Carlsson | MBA        |               |

### Non qualificati
| Pilota              | Moto       |
| ------------------- | ---------- |
| Gianpaolo Marchetti | MBA        |
| Patrick Hérouard    | Morbidelli |
| Jan Huberts         | MBA        |
| Barry Smith         | Morbidelli |
| Jean-Paul Magnoni   | Morbidelli |

## Classe 50

### Arrivati al traguardo
| Pos | Pilota              | Moto         | Tempo     | Punti |
| --- | ------------------- | ------------ | --------- | ----- |
| 1   | Eugenio Lazzarini   | Kreidler     | 32' 40" 5 | 15    |
| 2   | Patrick Plisson     | ABF          | +13" 3    | 12    |
| 3   | Rolf Blatter        | Kreidler     | +13" 5    | 10    |
| 4   | Peter Looijesteijn  | Kreidler     | +32" 4    | 8     |
| 5   | Wolfgang Müller     | Kreidler     |           | 6     |
| 6   | Hagen Klein         | Hess Spezial |           | 5     |
| 7   | Jacky Hutteau       | ABF          |           | 4     |
| 8   | Theo van Geffen     | Kreidler     |           | 3     |
| 9   | Theo Timmer         | Bultaco      |           | 2     |
| 10  | Gerrit Strikker     | Kreidler     |           | 1     |
| 11  | Rudi Oosting        | Kreidler     |           |       |
| 12  | Joaquín Galí        | Bultaco      |           |       |
| 13  | Ton Kooyman         | Hemeyla      |           |       |
| 14  | Chris Baert         | Kreidler     |           |       |
| 15  | Daniel Corvi        | Kreidler     |           |       |
| 16  | George Looijesteijn | Kreidler     |           |       |

### Ritirati
| Pilota             | Moto     | Motivo ritiro      |
| ------------------ | -------- | ------------------ |
| Ricardo Tormo      | Bultaco  | rottura del motore |
| Stefan Dörflinger  | Kreidler |                    |
| Henk van Kessel    | Sparta   |                    |
| Gerhard Waibel     | Kreidler |                    |
| Ingo Emmerich      | Kreidler |                    |
| Floor Maasland     | Kreidler |                    |
| Jos Dieteren       | Kreidler |                    |
| Yves Le Toumelin   | Kreidler |                    |
| Aldo Pero          | Kreidler |                    |
| Cees van Dongen    | Kreidler |                    |
| Reiner Scheidhauer | Kreidler |                    |
| Ramón Galí         | Kreidler |                    |
| Rudolf Kunz        | Kreidler |                    |
| Hans-Jürgen Hummel | Kreidler |                    |

### Non qualificati
| Pilota             | Moto     |
| ------------------ | -------- |
| Stefan Danielsson  | Kreidler |
| Günter Schirnhofer | Kreidler |
| Gerhard Singer     | Kreidler |

## Classe sidecar B2A
Per le motocarrozzette "tradizionali" si trattò della 187ª gara effettuata dall'istituzione della classe nel 1949; si svolse su 14 giri, per una percorrenza di 107,856 km.
Pole position di Werner Schwärzel/Andreas Huber (Yamaha); giro più veloce di Rolf Biland/Kurt Waltisperg (Schmid-Yamaha).

### Arrivati al traguardo
| Pos | Pilota           | Passeggero           | Moto           | Tempo     | Punti |
| --- | ---------------- | -------------------- | -------------- | --------- | ----- |
| 1   | Rolf Biland      | Kurt Waltisperg      | Schmid-Yamaha  | 45' 20" 0 | 15    |
| 2   | Rolf Steinhausen | Kenny Arthur         | KSA-Yamaha     | +31" 8    | 12    |
| 3   | Jock Taylor      | James Neil           | Windle-Yamaha  | +46" 9    | 10    |
| 4   | Dick Greasley    | John Parkins         | Yamaha         |           | 8     |
| 5   | Göte Brodin      | Billy Gällros        | Krauser-Yamaha |           | 6     |
| 6   | Egbert Streuer   | Johan van der Kaap   | Schmid-Yamaha  |           | 5     |
| 7   | Hermann Huber    | Bernhard Schappacher | Krauser-Yamaha |           | 4     |
| 8   | Max Venus        | Hartmut Schimanski   | Yamaha         |           | 3     |
| 9   | Otto Haller      | Rainer Gundel        | Krauser-Yamaha |           | 2     |
| 10  | Alain Michel     | Stuart Collins       | Seymaz-Yamaha  |           | 1     |

## Fonti e bibliografia
- El Mundo Deportivo, 24 giugno 1979, pag. 25
- La Stampa, 23 giugno 1979, pag. 19 e 24 giugno 1979, pag. 19
- Werner Haefliger, MotoGP Results 1949-2010 Guide, Fédération Internationale de Motocyclisme, 2011.
- Risultati della 500 su autosport.com, su autosport.com.